# Beermullah
Beermullah is een plaats in de regio Wheatbelt in West-Australië.

## Geschiedenis
Ten tijde van de Europese kolonisatie leefden de Juat Nyungah in de streek.
Vanaf de jaren 1860 vestigden kolonisten zich er aan een waterbron. In 1872 bouwde Emma Rock en haar familie de boerderij Beermullah.
Rond 1900 werd er een telefooncentrale gevestigd. In 1902 werd er een sportclub opgericht, de 'Beermullah Picnic Sports Club', en een renbaan aangelegd. Een grote marri langs de Brand Highway getuigt hier nog van.
In 1906 werd er een basisschooltje opgericht. Het sloot en heropende enkele keren de deuren. In 1927 werd het in een nieuw gebouw ondergebracht. Er werd tot 1962 les gegeven. Daarna werden de kinderen met de schoolbus naar Gingin gereden.

## 21e eeuw
Beermullah maakt deel uit van het lokale bestuursgebied (LGA) Shire of Gingin. In 2021 telde Beermullah 109 inwoners tegenover 266 in 2006.

## Toerisme
Beermullah ligt net ten noorden van het natuurreservaat 'Yurine Swamp Nature Reserve' en net ten zuiden van het meer 'White Lake'.

## Transport
Beermullah ligt langs de Brand Highway, 95 kilometer ten noorden van de West-Australische hoofdstad Perth, 62 kilometer ten zuidoosten van het kustplaatsje Lancelin en 18 kilometer ten noordwesten van Gingin, de hoofdplaats van het lokale bestuursgebied waarvan het deel uitmaakt.
Er ligt een startbaan in Beermullah. Ze wordt door het leger gebruikt ter oriëntatie en voor noodlandingen.